# Ashley Jones
Ashley Aubra Jones (Memphis, 3 settembre 1976) è un'attrice e produttrice televisiva statunitense.
Nota per il ruolo di Megan Dennison in Febbre d'amore, di Bridget Forrester in Beautiful e di Parker Forsyth in General Hospital.

## Biografia
Ashley Jones, cresciuta in Texas, a Houston, si è diplomata alla Lamar High School. Ha ottenuto la laurea alla Pepperdine University di Malibù, in California, dopo aver studiato anche a Firenze.
Il suo primo ruolo di rilievo è stato quello di Megan Dennison Viscardi, interpretato - dal 1997 al 2000 e, per una puntata, nel 2001 - nella soap della CBS The Young and the Restless, trasmessa in Italia da Retequattro col titolo di Febbre d'amore. Durante il periodo di lavoro a Febbre, ha ricevuto due candidature al premio Emmy per l'orario diurno.
Interpreta il ruolo del medico e stilista Bridget Forrester in The Bold and the Beautiful - nota in Italia come Beautiful - dal dicembre del 2004 al dicembre del 2010, fino a quando il personaggio passa in secondo piano facendo apparizioni sporadiche tra il 2011 e il 2024 (le precedenti interpreti del ruolo sono state Agnes Bruckner, Jennifer Finnigan ed Emily Harrison).
Dal 2016 al 2017 ha interpretato Parker Forsyth nella soap opera General Hospital.

## Vita privata
Dal 2003 al 2009 è stata sposata con lo scrittore Noah Nelson, figlio dell'attore Craig T. Nelson. Nel 2016 è diventata madre di Hayden Joel, nato dalla relazione con l'ex marito Joel Henricks.

## Filmografia

### Cinema
- The King's Guard, regia di Jonathan Tydor (2000)
- Devil's Prey, regia di Bradford May (2001)
- Old School, regia di Todd Phillips (2003)
- Extreme Dating, regia di Lorena David (2005)
- Gabe the Cupid Dog, regia di Michael Feifer (2012)
- Angel's Perch, regia di Charles Haine (2013)
- Grave Secrets, regia di David Hillenbrand (2013)
- The Wedding Ringer - Un testimone in affitto (The Wedding Ringer), regia di Jeremy Garelick (2015)

### Televisione
- La signora del West (Dr. Quinn, Medicine Woman) – serie TV, episodio 1x03 (1993)
- La ragazza di tutti (She Fought Alone) – film TV (1995)
- Gli uomini della mia vita (Our Son, the Matchmaker) – film TV (1996)
- Febbre d'amore (The Young and the Restless) – soap opera, 206 puntate (1997-2001)
- Squadra Med - Il coraggio delle donne (Strong Medicine) – serie TV, episodio 1x15 (2000)
- V.I.P. (Vallery Irons Protection) – serie TV, episodio 4x02 (2001)
- The District – serie TV, episodio 2x01 (2001)
- Senza traccia (Without a Trace) – serie TV, episodio 2x16 (2004)
- Crossing Jordan – serie TV, episodio 4x04 (2004)
- CSI: NY – serie TV, episodio 3x16 (2007)
- True Blood – serie TV, 8 episodi (2009)
- The Mentalist – serie TV, episodio 2x06 (2009)
- Trust Me – serie TV, episodio 1x04 (2009)
- FlashForward – serie TV, episodio 1x06 (2009)
- CSI: Scena del crimine (CSI: Crime Scene Investigation) – serie TV, episodio 10x08 (2009)
- Dr. House - Medical Division (House, M.D.) – serie TV, episodio 7x14 (2011)
- Private Practice – serie TV, episodio 5x16 (2012)
- Bones – serie TV, episodio 7x12 (2012)
- La terra dei fuorilegge (Outlaw Country) – film TV (2012)
- Drop Dead Diva – serie TV, episodio 4x12 (2012)
- 90210 – serie TV, episodi 5x13-5x15-5x18 (2013)
- La vendetta di una sorella (A Sister's Revenge), regia di Curtis Crawford - film TV (2013)
- Criminal Minds – serie TV, episodio 9x16 (2014)
- The Secret Sex Life of a Single Mom – film TV (2014)
- CSI: Cyber – serie TV, episodio 1x07 (2015)
- Beautiful (The Bold and the Beautiful) – serial TV, 793 puntate (2004-2013, 2015-2016, 2018, 2020-2025)
- NCIS: Los Angeles – serie TV, episodio 8x07 (2016)
- General Hospital – serial TV, 20 puntate (2016-2017)
- NCIS - Unità anticrimine (NCIS) – serie TV, episodio 15x05 (2017)
- Major Crimes – serie TV, episodi 6x11-6x13 (2017-2018)
- L'incubo si ripete (Double Kidnapped), regia di Michael Feifer - film TV (2021)
- The Rookie - serie TV, episodio 3x05 (2021)

## Riconoscimenti

### Emmy Awards
Nomination:
- Miglior giovane attrice in una serie drammatica, per Febbre d'amore (1999)
- Miglior giovane attrice in una serie drammatica, per Febbre d'amore (2000)
- Miglior coppia (con Jack Wagner) in una serie drammatica, per Beautiful (2005)
- Miglior attrice non protagonista in un film horror, Trapped - Intrappolati (2007)

### Golden Boomerang
Vinti:
- Miglior giovane attrice, per Beautiful (2006)

## Doppiatrici italiane
Nelle versioni in italiano delle opere in cui ha recitato, è doppiata da:
- Eva Padoan in Beautiful
- Rossella Acerbo in Crossing Jordan
- Antonella Rinaldi in CSI: NY
- Daniela Calò in CSI - Scena del crimine
- Valentina Mari in Dr. House - Medical Division
- Georgia Lepore in Private Practice
- Ilaria Stagni in Criminal Minds
- Michela Alborghetti in NCIS - Unità anticrimine
- Lilli Manzini in L'incubo si ripete
- Emilia Costa in La vendetta di una sorella
- Perla Liberatori in Major Crimes